# Dyckia tobatiensis
Dyckia tobatiensis là một loài thực vật có hoa trong họ Bromeliaceae. Loài này được Hassl. mô tả khoa học đầu tiên năm 1919.